# Broadway Junction (metro de Nueva York)
Broadway Junction es un complejo de estaciones del metro de Nueva York compartida por la línea elevada Canarsie y la línea Jamaica, y la línea subterránea de la Calle Fulton. La estación está localizada cerca de la intersección de Broadway y de la Calle Fulton, y la Avenida Van Sinderen en East New York, Brooklyn. El área de la oficina de cobro está localizada en el extremo occidental de la estación de la línea de la Calle Fulton. 

## Línea Canarsie
Broadway Junction en la línea Canarsie tiene dos vías, una plataforma central, y una plataforma lateral. Los trenes con dirección a Manhattan usan la plataforma central mientras que los trenes con dirección a Canarsie usan la plataforma lateral. Sin embargo, este último puede utilizar la plataforma central, si es necesario.
Esta estación es una de las plataformas elevadas más altas en la ciudad, situada encima de la elevada línea Jamaica. 

## Línea Jamaica
Broadway Junction en la línea Jamaica tiene tres vías y dos plataformas laterales; la vía central ya no se usa. En cada extremo de la estación hay conexiones con el East New York Yard. Los trenes que van y vienen desde ese lugar terminan y empiezan en esta estación. Anteriormente la estación se llamaba Eastern Parkway, nombrada así por una salida homónima. 

## Línea de la Calle Fulton
Broadway Junction en la línea de la Calle Fulton, anteriormente llamada Broadway/East New York, tiene cuatro vías y dos plataformas centrales. El control de tarifas se encuentra en el extremo de la estación con dirección a Brooklyn; esta entrada también funciona para los trenes de los servicios ,  y  vía escaleras desde la calle hacia el nivel elevado. También la estación cuenta con un precinto policial localizado en el entrepiso. 

## Historia
El nombre de Manhattan Junction o Manhattan Beach Junction fue aplicada a la estación en lo que ahora es la línea Jamaica cuando abrió en 1885; el área había sido conocida como Manhattan Beach Crossing desde ese entonces, debido al cruce del Manhattan Beach Division del  Ferrocarril de Long Island.
El nombre cambió de Manhattan Junction a Broadway Junction en 1913.

## Conexiones de autobuses
- B20
- B25
- B83
- Q24
- Q56